# 马库斯·尼曼
马库斯·尼曼（瑞典語：Marcus Nyman，1990年8月14日—），生于图林厄，瑞典男子柔道运动员，2021年世界柔道锦标赛男子90公斤级铜牌得主、2023年世界柔道锦标赛男子90公斤级铜牌得主。